# Cephalocera devia
Cephalocera devia är en tvåvingeart som beskrevs av Hesse 1969. Cephalocera devia ingår i släktet Cephalocera och familjen Mydidae. Inga underarter finns listade i Catalogue of Life.